# Ancilla faustoi
Ancilla faustoi is een slakkensoort uit de familie van de Ancillariidae. De wetenschappelijke naam van de soort is voor het eerst geldig gepubliceerd in 1979 door H.R. Matthews, H.C. Matthews & Muniz Dijck.